# Philip Astley

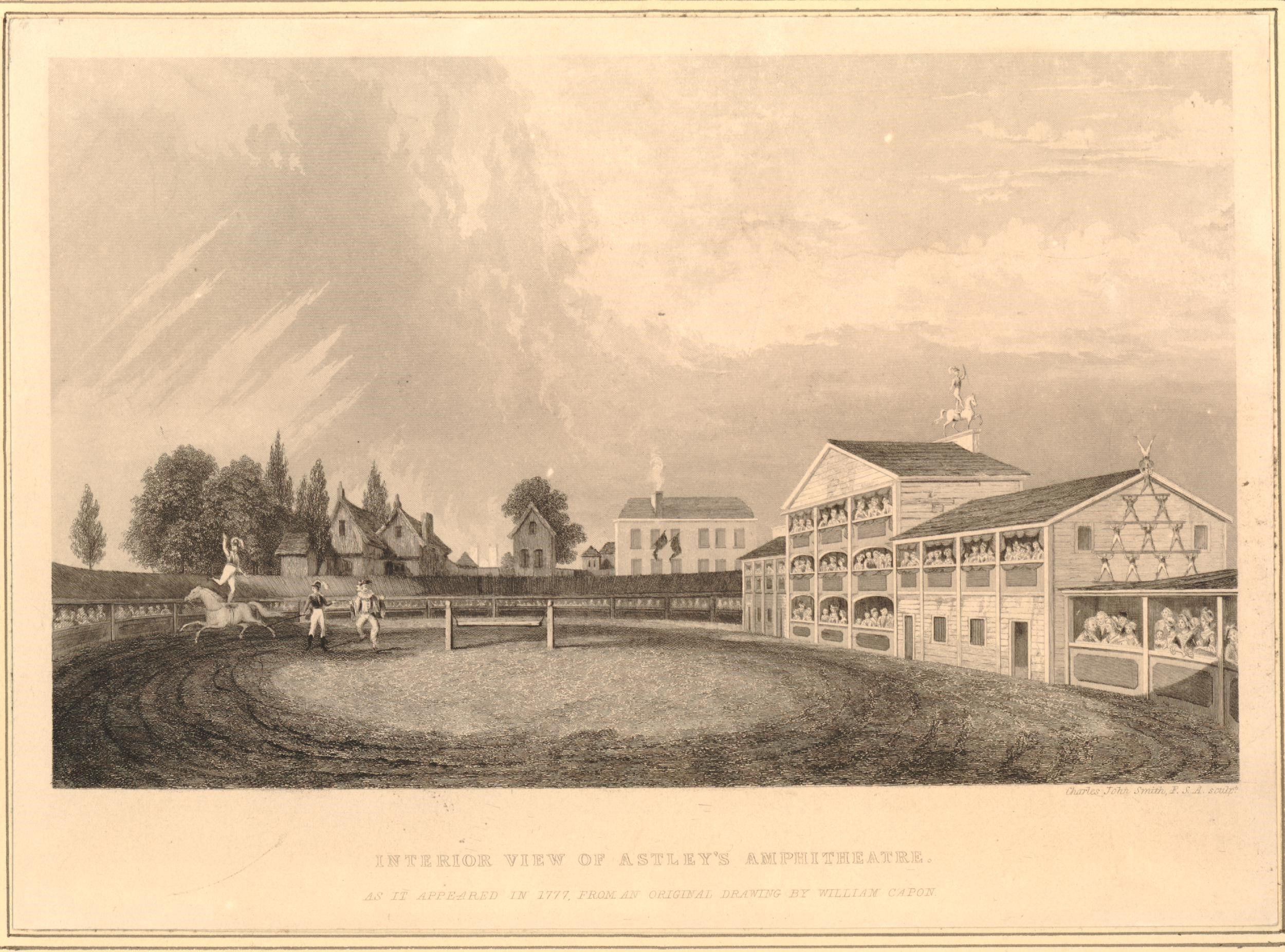
Framträdande av Astley 1777 på Astley's Amphitheatre.

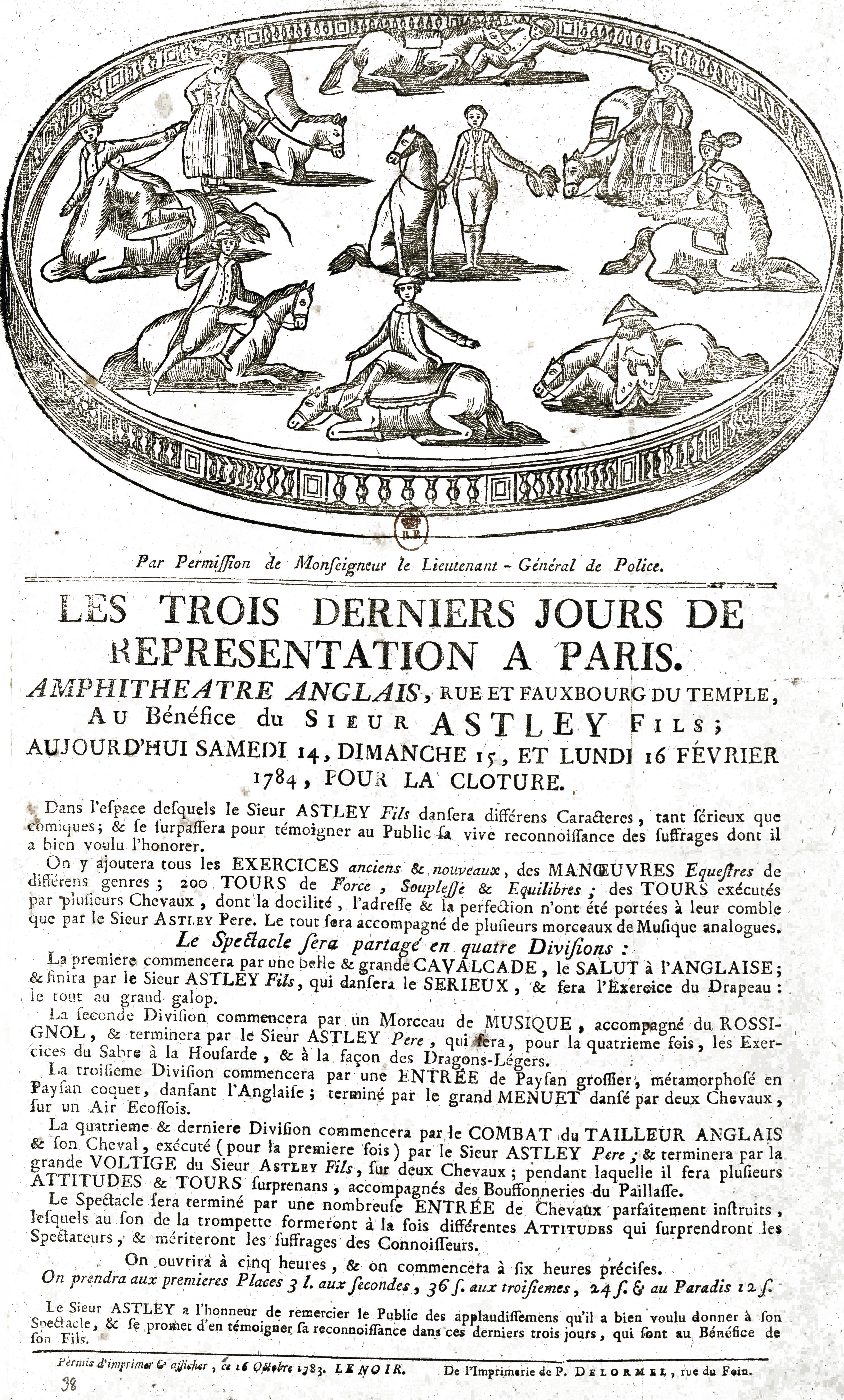
Annonsering för föreställning på Amphitheatre Anglais i Paris, 1783.

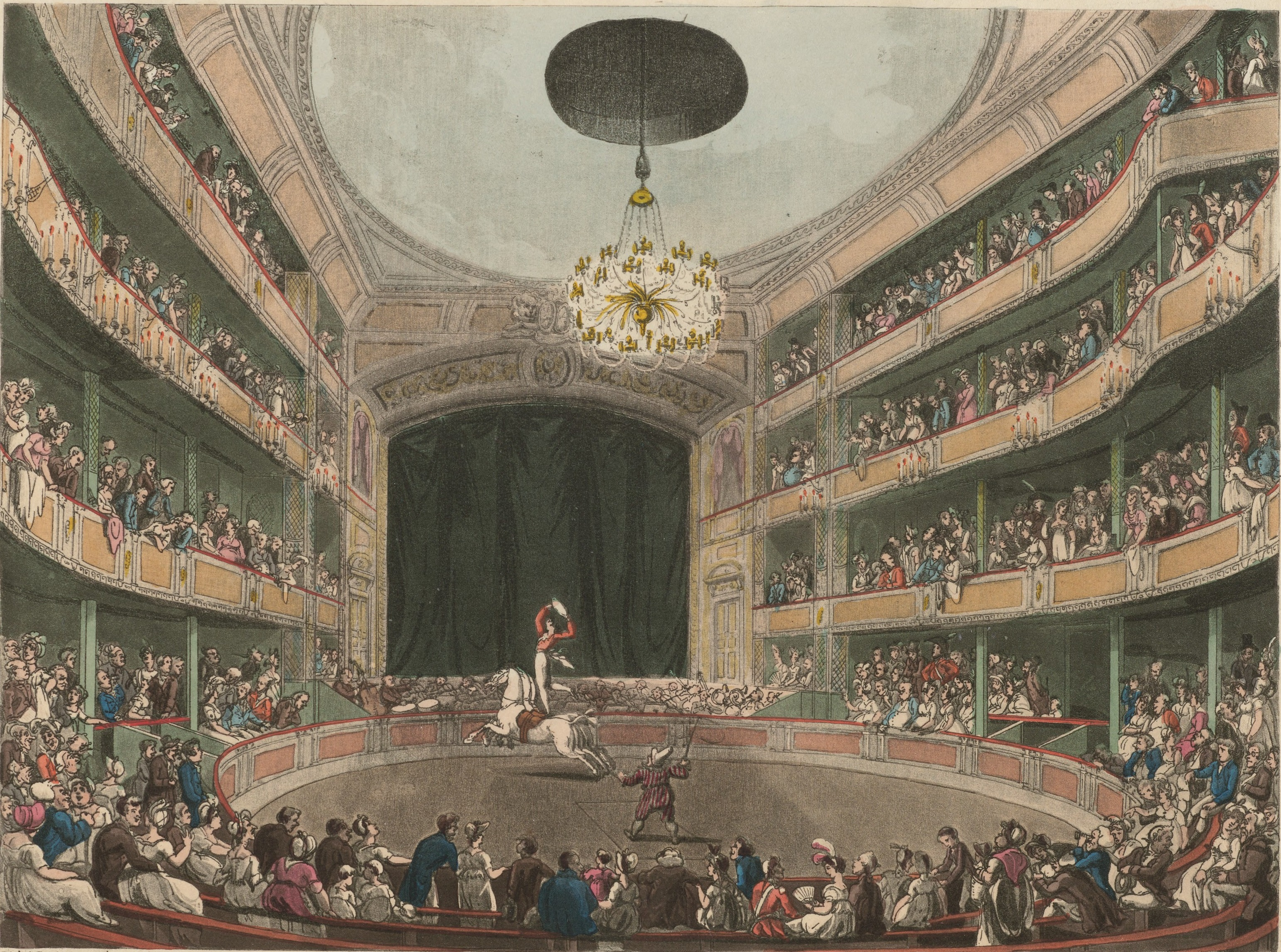
Astley's Royal Amphitheatre of Arts i London omkring 1808.

Philip Astley, född 8 januari 1742 i Newcastle-under-Lyme, Staffordshire i Storbritannien, död 14 oktober 1814 i Paris i Frankrike, var en brittisk konstryttare och cirkusdirektör. Han uppförde 1773 Astley's Amphitheatre i Lambeth i London, vilken anses som den första moderna cirkusmanegen.
Philip Astley var son till en möbelsnickare. Han blev vid 17 års ålder kavallerist och så småningom underofficer vid ett brittiskt dragonregemente. Han tog avsked från det militära och grundade 1768 tillsamman med sin fru Patty Astley's Riding School i London på ett öppet fält i trakten av nuvarande Waterloo-området, där Philip Astley undervisade på morgonen och utförde konstridning på eftermiddagarna. Både Philip och Patty Astley var skickliga ryttare. Philip Astleys mest berömda akt, och allmänt ansedd som den första cirkusclownakten, var "Skräddarens ritt till Brentford", där han spelade upp en komisk resa till häst. 
Astley engagerade också en clown till sina föreställningar för att roa besökarna mellan ridnumren och flyttade till inhägnad mark strax söder om Westminster Bridge. Där utvidgade han sina shower med nya inslag. 
Efter de två första säsongerna i London hyrde han in andra konstryttare, musiker, en clown, jonglörer, lindansare, frivoltare och dansande hundar och skapade därmed den moderna cirkusen. Nyheten var framför allt att kombinera ett antal olika delar till en regisserad helhet. Konstridning var i sig en populär underhållningsform vid denna tid, och också den runda formen av en manege var i bruk. Den runda formen underlättade genom centrifugalkraften för ryttarna att hålla balansen, där de stod på de galopperande hästarna.
Efter några år lade Astley till sittplatser, väggar och tak till sin runda manege. Hans amfiteater förstördes under hans tid två gånger av brand och kallades efter den andra  återuppbyggnaden 1794 så småningom Astley's Royal Amphitheatre of Arts, under beskydd av prinsen av Wales. Den hade utöver cirkusringen också en scen. De två var sammanlänkade med ramper. Denna byggnad användes långt efter Astleys död 1814 och etablissemanget stängdes inte förrän 1893, varefter det revs 1894.

## Projekt utomlands
Från 1772 gjorde Astley ett flertal turer till europeiska städer, inklusive Paris i Frankrike, där han uppträdde inför den franske kungen Ludvig XV av Frankrike. Han etablerade 1782 den första cirkusbyggnaden i Frankrike, Amphitheatre Anglais i Paris.
Philip Astley lät också uppföra andra träcirkusbyggnader utomlands, varav den första var i Dublin i Irland 1773. Sammanlagt uppfördes 18 andra cirkusbyggnader i städer i Europa, ofta under beskydd av kungafamiljer. Han blev berömd och var periodvis förmögen. År 1806 öppnade han ett andra etablissemang i London, Olympic Theatre, vid Wych Street i Westminster, nära The Strand. Det var en tältliknande byggnad, som delvis var byggd av vrakgods från en fransk örlogsman.